# Juzgado de Arborea
El Juzgado de Arborea (en sardo: Judicadu de Arbaree o Rennu de Arbaree, en italiano: Giudicato di Arborea) fue uno de los cuatro juzgados (en italiano: giudicati) independientes en los que la isla de Cerdeña se dividió en la Edad Media. Ocupaba la parte centro-oeste de la isla, encajada entre Logudoro al norte y al este, Cáller al sur y al este, y el mar Mediterráneo al oeste. Al noreste y más allá de Logudoro se encontraba Gallura, con el que Arborea tenían mucha menos interacción. Arborea duró más tiempo que sus vecinos y sobrevivió hasta bien entrado el siglo XV. El primer asiento judicial conocido fue Tharros. El Juzgado de Arborea en los momentos de su máxima expansión ocupaba todo el territorio de la isla, excepto las ciudades de Alguer y Cáller.
Cada giudicato poseía su propio territorio, denominado logu, y se hallaba formado por subdivisiones administrativas, a las que se llamaba curatoria, hallándose a su frente un curatore.

## Origen
El juzgado de Arborea se extendía sobre la parte central de Cerdeña, desde el Golfo de Oristán hasta las montañas de Gennargentu, ocupando todo el valle fértil del río Tirso. Tenía una superficie aproximada de 5500 km², con paisaje plano y montañoso al mismo tiempo, limitando al norte con el Juzgado de Torres, al este en una pequeña parte con el Juzgado de Gallura, al este y al sur con el Juzgado de Cagliari. Duró más de 500 años, de los 900 al 1420.
Más de veintitrés generaciones de gobernantes conocidos se hicieron cargo, de las familias Lacon Gunale, Lacon Zori, Lacon Serra, Serra Bas, Doria Bas y Narbonne Bas. El juzgado desempeñó un papel muy importante en la historia de Cerdeña, distinguiéndose de los demás considerados contemporáneos gracias, sobre todo, a los últimos jueces con visión de futuro que lucharon constantemente por unir a Cerdeña bajo su bandera.
De hecho, los otros tres juzgados atravesaron profundas crisis, sufriendo la interferencia de los poderes marítimos de Pisa y Génova. Arborea, en cambio, se hizo aliado al reino de Aragón, del que el juez se declaró vasallo, para terminar con la influencia pisana y genovesa en la isla. Posteriormente, dio vida a una guerra sangrienta contra el reino de Cerdeña, creado por el papado en 1297 y feudo de Jaime II de Aragón, con la intención de poner fin a las luchas entre angevinos y aragoneses en Sicilia.
En los juzgados de Arborea y Cagliari, el jefe de Estado se llamaba principalmente juez, mientras que en Gallura y Torres también era "rey".
El Juzgado de Arborea fue subdividido en catorce curatorios: curatoría de la Barbagia de Austis, de la Barbagia de Belvì, de la Barbagia de Ollolai, del Barigadu, de Bonorzuli, del Campidano Maggiore, del Campidano de Milis, del Campidano de Simaxis, del Guil. de Mandrolisai, Marmilla, Montis, Usellus y Valenza.

## Historia

### Dinastía Lacon Gunale
Alrededor del año 1000, el primer soberano atestiguado fue el logudorese Gonario Comita de Lacon-Gunale, ciertamente también gobernante del reino de Torres durante 1015 a 1026, años en que Cerdeña fue blanco de las incursiones bárbaras de Mujāhid al-ʿĀmirī, señor de Denia.
Según algunas fuentes históricas, los árabes de España, en su intento de expansión mediterránea, precedidos por las continuas incursiones que lanzaron a las costas del Lacio, la Toscana y Liguria, habían elegido como base para un ataque hacia la Italia continental solo algunos desembarcos situados en Gallura y Logudoro. La intervención de Pisa y Génova, impulsada por el Papa Benedicto VIII, después de algunas furiosas batallas navales, logró evitar el peligro.
Gonario Comita fue sucedido por Torchitorio Barisone I, quien dejó el reino a su hijo Mariano I de Lacon-Zori para asumir la regencia del reino de Torres en nombre de su sobrino menor Mariano. Fue sucedido por Orzoco I, recordado como el que oficialmente trasladó la sede judicial de Tharros a Oristán. Después lo sigue un rey llamado Torbeno, de quien hay pocas fuentes. A la muerte de este, Orzoco II, esposo de Maria de Orrù, ascendió al trono. De su unión, nació Comita I, que no tenía descendientes y terminó con su familia.

### Dinastía Lacon Serra
Gonnario Lacon-Serra, cuñado de Orzoco II, heredó la corona porque estaba casado con Elena de Orrù. Su sucesor fue Constantino I, recordado porque alrededor de 1110 fue él quien donó el santuario de la Virgen de Bonarcado a los benedictinos camalduleses de San Zenón de Verona y la iglesia de San Lussorio de Fordongianus a los victorianos de Marsella. Fue sucedido por su hijo Comita III, precedido por los regentes Orzoco III y Comita II. Comita III fomentó objetivos expansivos hacia Logudoro en el período en que el juez menor Gonnario II estuvo exiliado en Pisa. El primer intento de tomar el trono fue rechazado por el propio Gonnario II, ayudado por sus parientes pisanos. Cinco años después, Comita III lo intentó de nuevo, pero fue excomulgado por el obispo de Pisa y obligado a la paz en 1144.

#### Barisono II
A su muerte, dos años después fue sucedido por su hijo Barisono, esposo de Pellegrina de Lacon. De su unión nacieron cinco hijos, uno de ellos, Pedro, sucederá a su padre. Una de sus hijas, Sinispella, se casará con Ugo Poncho de Cervera Bas, primo del conde Ramón Berenguer IV de Barcelona, y dará a luz a la Casa de Bas de Arborea. En los años siguientes, en el segundo matrimonio, Sinispella se casará con Comita de Torres, de cuya unión descenderán las dos últimas generaciones de soberanos logudorese.
Fuerte de una red de lazos familiares extendidos en Cerdeña y en la península italiana, con motivo de la consagración de la iglesia de Santa Maria de Bonarcado, Barisone reunió en conferencia a los delegados de los reinos de la isla para discutir una paz general. El acuerdo se alcanzó y se mantuvo durante quince años. Fue entonces el propio Barisono quien lo rompió cuando, respaldado por Génova y la corte de Barcelona, en 1157 repudió a su esposa Pellegrina y se casó con Agalbursa, hija de Ugo Poncho de Cervera, vizconde de Bas y la princesa Almodis, hermana de Raimondo Berengario IV de Barcelona. El 19 de junio de 1162, con el estallido de la guerra entre Génova y Pisa, el frágil equilibrio político entre las dos repúblicas marítimas y los reinos sardos se agrietó bruscamente. Barisono declaró la guerra a Pisa en 1162 y al año siguiente invadió el juzgado de Cagliari, obligando al legítimo gobernante Pedro Torchitorio III a refugiarse con su hermano Barisono II de Torres.
Posteriormente, los dos soberanos, con la ayuda de Pisa, atacaron el reino de Arborea en 1164, invadieron el territorio y sitiaron el castillo de Cabras que no pudieron conquistar. Con el apoyo de Génova, Barisono obtuvo el título nominal de Rey de Cerdeña de manos del Emperador Federico I Barbarroja, pagando 4000 marcos de plata. El 10 de agosto de 1164 fue coronado Rey de Cerdeña en la Catedral de San Siro en Pavía. Tenía la intención de pedir apoyo gibelino y construir una base legal sobre la cual pudiera justificar la guerra contra los reinos de la isla y reunirlos en un solo estado bajo su reinado. Sin embargo, los genoveses, al darse cuenta de que no podía devolver la gran suma de inmediato, lo mantuvieron como rehén durante siete años.
En 1172 regresó a su hogar y en 1180 intentó invadir el reino de Cagliari, pero sus tropas fueron rechazadas. Al no tener más ayuda de Génova o de Pisa, ahora en paz unos con otros, fortaleció los lazos con la Corona de Aragón en 1177 al casar a su hija Sinispella con su cuñado Ugo Poncho Cervera Bas. Hugo I de Arborea nació de la unión. Murió en 1185 después de retirarse a la vida privada.

#### Pedro I de Lacon Serra
En 1185, la Corona de Logu, siguiendo los derechos dinásticos, instaló en la corona a Pedro I de Lacon Serra, hijo legítimo de Barisono, pero Agalbursa apoyó los derechos de Hugo I. Según los estudiosos, siguió un período incierto en el que parece que para obtener el poder Pedro se alió con Pisa, mientras que Hugo I, asesorado por Agalbursa, pidió ayuda a Génova. Siguió una especie de condominio en el que ambos soberanos tenían la plenitud del poder mientras mantenían la unidad del estado. Según la costumbre bizantina, el autocrátor, es decir, Pedro, estaba al mando porque Hugo era menor de edad. En 1195 Pedro fue derrotado por Guillermo I Salusio IV de Cagliari y capturado junto con su hijo Barisono II. Hugo escapó junto con el obispo Giusto, y Oristán fue destruida, incluida la catedral. Salusio IV se coronó a sí mismo, pero sin aprobación eclesiástica. Pedro murió en Pisa.

## Fin de Arborea
Tras la muerte de Mariano V sin descendencia se produjo una crisis sucesoria en Arborea.
Quien primero rigió efectivamente el juzgado a partir de 1407 fue Leonardo Cubello descendiente de la línea judicial de Hugo II de Arborea, aunque el más claro pretendiente al trono era Guillermo, vizconde de Narbona, quien era nieto de Beatriz (la hermana de Leonor de Arborea) y vivía en Francia. 
El 6 de octubre de 1408 desembarcó en Cáller el rey Martín I de Sicilia, con un fuerte ejército, exponente de la casa aragonesa, que reivindicaba el control de toda Cerdeña. Dos meses más tarde, el 8 de diciembre, Guillermo de Narbona llegó a la isla desde Francia y el día 13 de enero de 1409 fue coronado como Guillermo II, Rey de Arborea, conde de Coceano, vizconde de Bas en Oristán.
Los dos ejércitos, el de Martín y el de Guillermo, se encontraron en la famosa batalla de Sanluri, el 30 de junio de 1409, en el curso de la cual las tropas de Guillermo fueron derrotadas. Como último desastre, a pesar de la muerte de Martín de peste, fue la presa el 4 de julio de la importante ciudad de Iglesias por parte del comandante aragonés Giovanni di Sena. Guillermo volvió por ello a Francia para buscar ayuda, dejando el gobierno de la tierra sarda a su primo Leonardo Cubello, que fue exitoso en la defensa de la capital, Oristán.
Guillermo regresó a Cerdeña en 1410, reorganizando sus territorios y colocando la capital en Sácer y con la ayuda de Nicolò Doria recapturó Longosardo. Planeó tomar Alguer y consiguió un breve éxito el 5 y 6 de mayo de 1412, antes de ser echado por los ciudadanos. Desesperado de intentar mantener su dominio, Guillermo al fin decidió vender Arborea al rey de Aragón Alfonso V el Magnánimo, por una cifra de 100.000 florines de oro, el día 17 de agosto de 1420, firmando así el fin del último estado sardo independiente.
Este título se lo disputó Leonardo Cubello quien, rebelado contra el dominio aragonés, fue sitiado en Oristán por Pere de Torrelles y obligado a renunciar a la judicatura, que fue suprimida, recibiendo a cambio el marquesado de Oristán (que abarcaba buena parte de las tierras del Juzgado de Arborea) y el condado de Gocéano (1410).